# Hősi emlékmű (Szendrő)

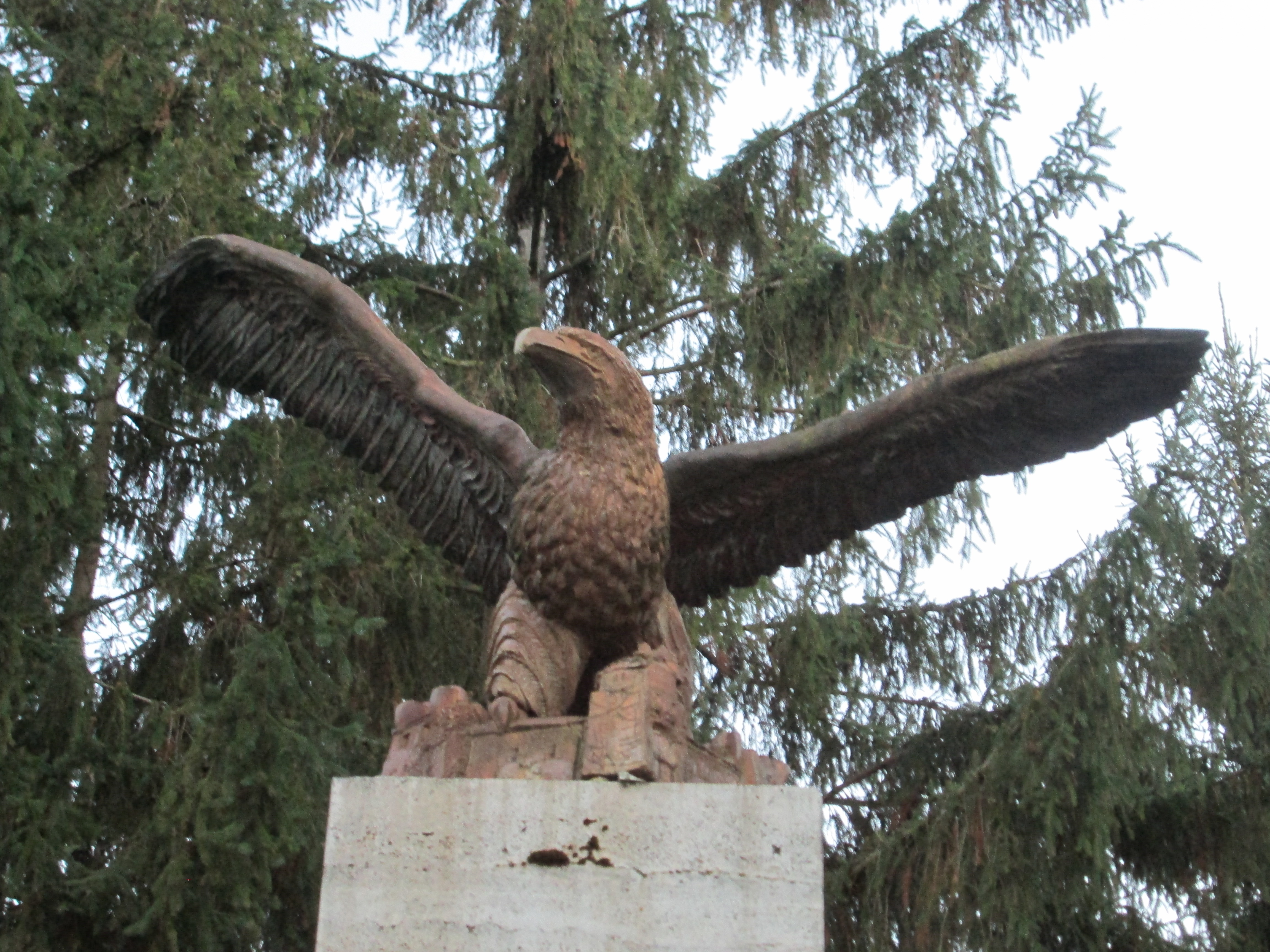
Az emlékmű turul szobra.

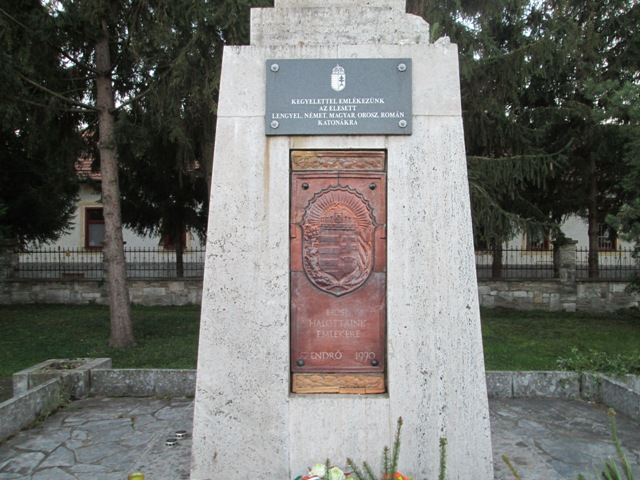
Az emlékmű előoldali emléktáblái.

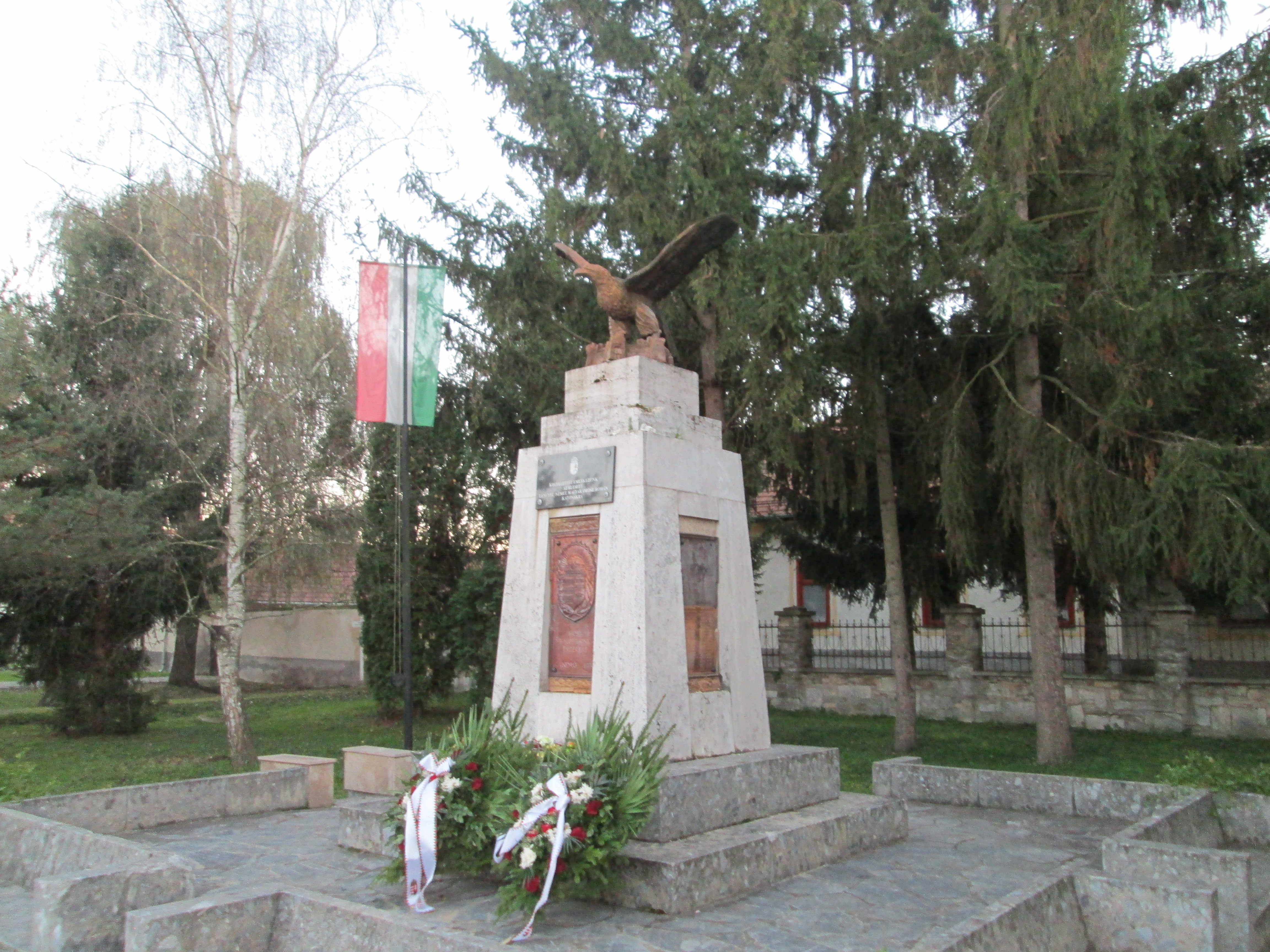
A szendrői hősi emlékmű.

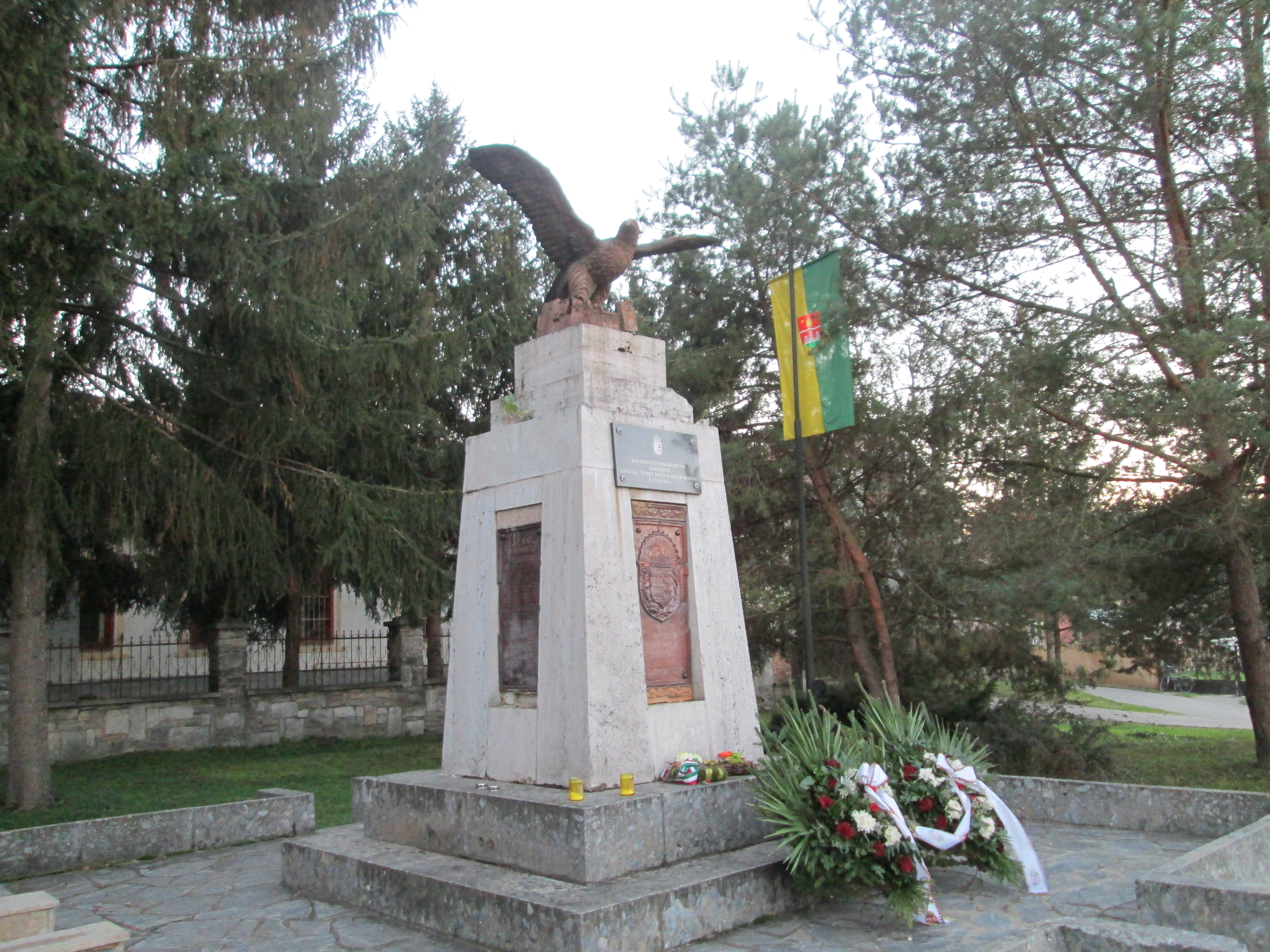
A szendrői hősi emlékmű.

A szendrői hősi emlékmű a település első és második világháborús hősi halottainak, katonai és civil áldozatainak, valamint a környéken zajló harcokban elesett magyar, lengyel, német, román és különböző nemzetiségű szovjet katonáknak állít emléket az 1808-ban épült római katolikus plébánia előtti parkban.

## Története
Eredetileg a két világháború között épült az első világégés áldozatainak tiszteletére az 1917. évi VIII. törvénycikk alapján, de ma már a második világháború magyar áldozatainak és a környéken folyó harcokban elesett idegen katonáknak is emléket állít. A hősök emlékünnepe bevezetéséről határozó 1924. évi XIV. törvénycikk indoklásában kimondta, hogy az országszerte felépítendő hősi emlékművek hivatása megörökíteni „a magyar csapatok által példátlanul álló halálmegvetéssel megvívott diadalmas harcok egész sorozatát; azokat a hősöket, akiknek nevei, azokat a csapatokat, amelyeknek haditettei aranybetűkkel vannak megörökítve a történelem véres lapjain”. A rendszerváltás után a helyi önkormányzat teljesen felújíttatta és átépíttette.

## Leírása
Az emlékmű talapzaton áll, tagolt oszlopa tetején Szendrő stilizált várán trónoló, kiterjesztett szárnyú turul ül. A sómázas kerámia technikával készült turul a rudabányai születésű Vincze Ildikó alkotása.

### Az emlékmű homlokzati emléktáblái
Homlokzati oldalán két tábla látható. A felső kisebb, fekete színű, magyar címerrel, ennek felirata: „Kegyelettel emlékezünk az elesett lengyel, német, magyar, orosz, román katonákra.” Az alsó, szintén magyar címeres emléktáblán pedig: „Hősi halottaink emlékére Szendrő 1990.”

### Az emlékmű bal oldali emléktáblája
Az oszlop bal oldalán az első világháború elesetteinek emléktáblája található neveikkel: Az első világháború halottai: Aczél András, Bányász János, Béres Lajos, Bodnár József, Csiszár István, Dobóczi József, Dorony István, Dzibák István, Farkas Lajos, Gombkötő Dániel, György József, Horváth István, Horváth József, Horváth József, Ilyó Kovács Pál, Ivanics Pál, Jarostyák János, Jobbágy József, Jónyer Imre, Kárpi József, Kertész Lajos, Lang János, Lipták József, L. Molnár György, Lukács József, Marusi János, Németh József, Palásthy József, Polonkai Lajos, Spisák István, Szabó Z. Ferenc, Szarka István, Szemánszky Károly, Sz. Kovács János, Sz. Kovács József, Sz. Kovács Károly, Tokár János, Tomori András, Tomori Ferenc, Tomori Mihály, Tóth János, Veres András, Veres Bálint, Veres Miklós, Virág Pál, Zabari Dániel, Zsebik Mátyás

### Az emlékmű jobb oldali emléktáblája
Az oszlop jobb oldalán a második világháború hősi halottainak és áldozatainak nevei szerepelnek: Adorján János, Bakos Gyula, Bári András, Begyik András, Beregszászi Ferenc, Bodnár Lajos, B. Juhász Bálint, B. Polonkai János, Csomai István, Dedics Dániel, Fábián Gyula, Gajdos István, Garadnai János, Gazdik Bertalan, Gazdik Béla, Gál János, Gombkötő Dániel, Gombkötő Károly, Gyenes János, Horváth Imre, Istenes István, Jobbágy Károly, Kéri Pál, Kertész Ferenc, Kertész József, Kertész Lajos, Klinszki István, Kocsis József, Koren Irma, Ádám András, Dányi Ignác, Kálló Jenő, Koren József, Kovács István, Kovács Jánosné. Lenkei Pálné, L. Molnár Béla, Lukács István, Matisz Károly, Mazurka Balázs, Mazurka Lajos, Nagy János, Nagy József, Nagy Károly, Pető Zsigmond, Pruskóczky János, Ragályi Károly, Recski István, Rémiás András, Spisák János, Spisák József, Szemán László, Szintai Károly, Szkiba Dezső, Tomori Ferenc, Tomori István, Tomori Lajos, Tomori Mihály, Vécsi József, Vécsei László, Zsebik Dániel, Zsebik István, Kálló Zoltán, Stefán József

### Az emlékmű hátoldali emléktáblája
Az obeliszk hátoldali, plébánia felé néző tábláján: „Emlékezzünk az első világháború hősi halottaira, a második világháborúban elesettekre, a Don-kanyarnál meghaltakra, a Szendrő és környéki kétszáznyolcvan zsidó mártírra, községünk messze földön elhunyt fiaira. Állíttatta Szendrő község közönsége 1991.”